# Teateråret 1986

## Händelser

### Juni
- 1 juni - Musikalen La cage aux Folles, med Jan Malmsjö i huvudrollen, spelas för sista gången på Malmö stadsteater och har sedan premiären i september 1985 setts av 235 000 personer under 150 föreställningar.[1]

### Okänt datum
- Kungliga Dramatiska Teatern inviger sin femte scen Lejonkulan.
- Lars Löfgren  efterträder Ingvar Kjellson som chef för Kungliga Dramatiska Teatern.
- Palle Granditsky blir chef för Helsingborgs stadsteater.
- Allan Edwall startar Teater Brunnsgatan Fyra

## Priser och utmärkelser
- 16 oktober - O'Neill-stipendiet tilldelas Mona Malm.[1]
- Thaliapriset tilldelas regissören Suzanne Osten.

## Årets uppsättningar

### Maj
- 14 maj - Björn Ulvaeus och Benny Anderssons musikal Chess, med Tommy Körberg i en av huvudrollerna, har världspremiär i London [2].

### Okänt datum
- Musikalen Chess har urpremiär på Prince Edward Theatre i London
- Andrew Lloyd Webbers musikal The Phantom of the Opera har urpremiär på Her Majestys Theatre, London
- Staffan Göthes pjäs La strada del Amore har urpremiär
- Staffan Göthes pjäs En uppstoppad hund har urpremiär

## Avlidna
- 14 juni - Alan Jay Lerner, 67, pjäs- och textförfattare.[1]